# Franklin, Pennsylvania
Franklin là một thành phố thuộc quận Venango, tiểu bang Pennsylvania, Hoa Kỳ. Năm 2010, dân số của thành phố này là 6545 người.